# Willington (Connecticut)
Pour les articles homonymes, voir Willington.
Willington est une ville américaine située dans le comté de Tolland au Connecticut.
Willington devient une municipalité en 1727. Elle doit son nom à Wellington, la ville natale de Henry Wolcott, père du gouverneur Roger Wolcott.

## Démographie
| 1820  | 1850  | 1860  | 1870 | 1880  | 1890 |
| ----- | ----- | ----- | ---- | ----- | ---- |
| 1 246 | 1 388 | 1 166 | 942  | 1 086 | 906  |

| 1900 | 1910  | 1920  | 1930  | 1940  | 1950  |
| ---- | ----- | ----- | ----- | ----- | ----- |
| 885  | 1 112 | 1 200 | 1 213 | 1 233 | 1 462 |

| 1960  | 1970  | 1980  | 1990  | 2000  | 2010  |
| ----- | ----- | ----- | ----- | ----- | ----- |
| 2 005 | 3 755 | 4 694 | 5 979 | 5 959 | 6 041 |

Selon le recensement de 2010, Willington compte 6 041 habitants. La municipalité s'étend sur 33,52 milles carrés (86,82 km2), dont 0,22 milles carrés (0,57 km2) d'étendues d'eau.